# Au bonheur des mômes
Au Bonheur des Mômes, Festival International de Spectacles Jeunes Publics, est un festival destiné aux enfants, créé en 1992, se déroulant la dernière semaine d'août au Grand-Bornand, en Haute-Savoie. Il fait suite au Festival en Culottes en courtes qui s'est déroulé en 1985 et 1986. Il est dirigé depuis de nombreuses années par Alain Benzoni dit "Benzo".
Le festival rassemble de nombreux spectacles, ateliers et animations dédiés au jeune public. Par ailleurs, en partenariat avec la Direction de la Prévention et du Développement Social du Conseil départemental de la Haute-Savoie, le festival aborde chaque année une thématique différente afin de sensibiliser le public aux questions sociales et environnementales.

## Organisation

### Les sites du festival
Les différents lieux du festival : les Saltimbanques au sommet, le Village des Mômes, l'Espace Grand-Bo, le Village Nomade, Tout là-haut, là-haut dans la Montagne (accès par télécabine depuis le Pont de Suize). A noter que la cérémonie d'ouverture du festival a lieu au Chinaillon, village sur les hauteurs du Grand-Bornand. Lors de cette journée d'ouverture, les festivaliers peuvent se rendre librement et gratuitement au Chinaillon en empruntant les bus mis à disposition par la commune du Grand-Bornand.

### Chiffres
La fréquentation est passée de 2 000 depuis sa création à plus de 90 000 festivaliers en 2017.

## Les prix du festival
Lors de ce festival, différents prix sont décernés :
- Prix du Jury "Coups de Pouce aux Jeunes Compagnies"
- Prix du Public "Coups de Pouce aux Jeunes Compagnies"
- Prix du roman jeunesse "La Vache Qui Lit"

## Programmation et éditions
- 2022 - Au Bonheur des Mômes fête ses 30 ans
- 2017 - Au Bonheur des Mômes fête ses 26 ans.
- 2016 - Au Bonheur des Mômes fête ses 25 ans.
- 2015 - Au Bonheur des Mômes fait sa différence
- 2014 - Région invitée d'honneur : Le Québec.
- 2012 - Région invitée d'honneur : Wallonie - Bruxelles
- 2011 - Le festival Au bonheur des Mômes fête ses 20 ans, grandes cérémonies d'ouverture et de cloture
- 2009 - Région invitée d'honneur de la 18e édition : la Catalogne
- 2008 - Région invitée d'honneur de la 17e édition : la Bretagne
- 2007 - Pays invité d'honneur de la 16e édition : la Suisse